# Zadnia Baszta

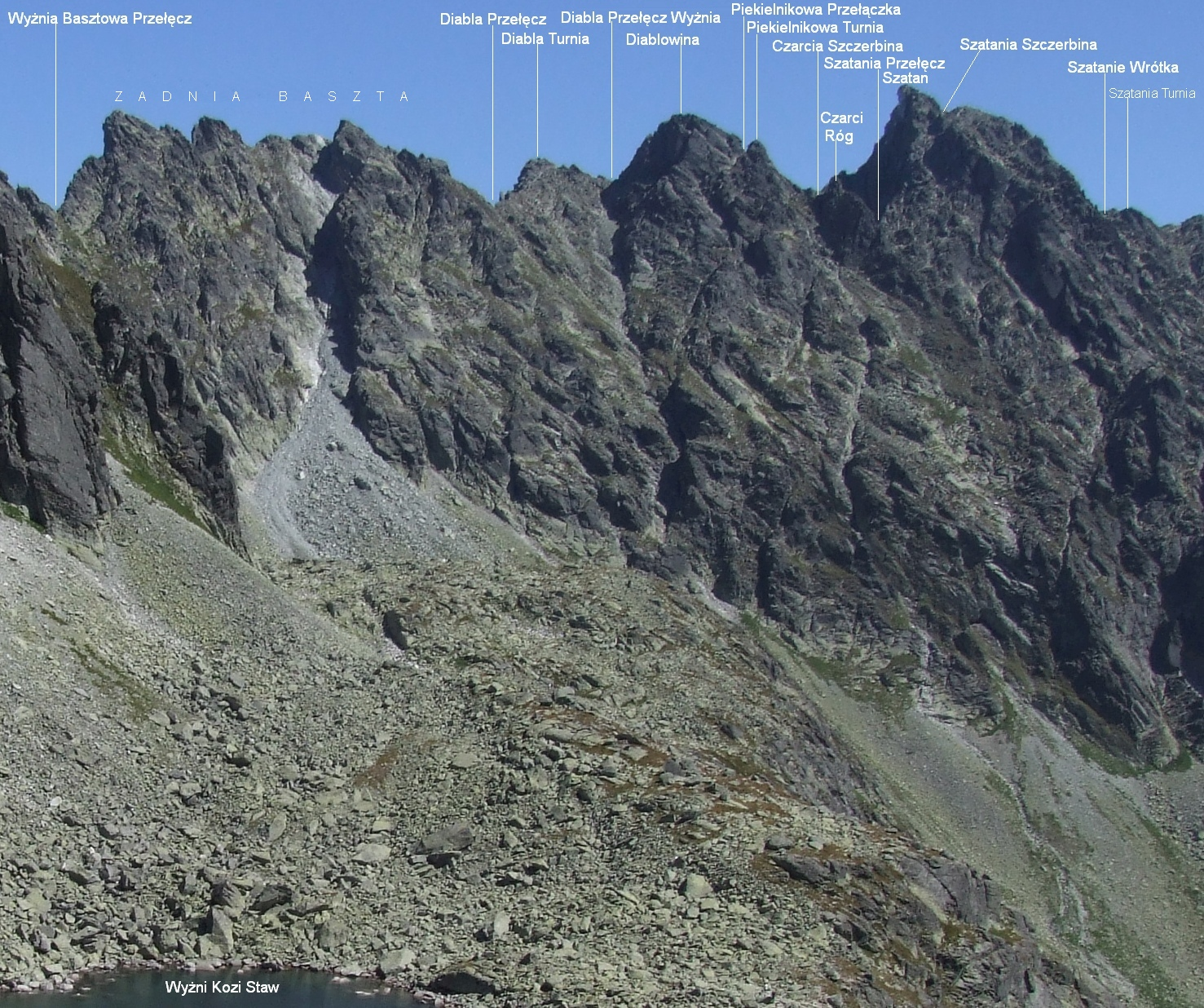
Widok z Doliny Młynickiej

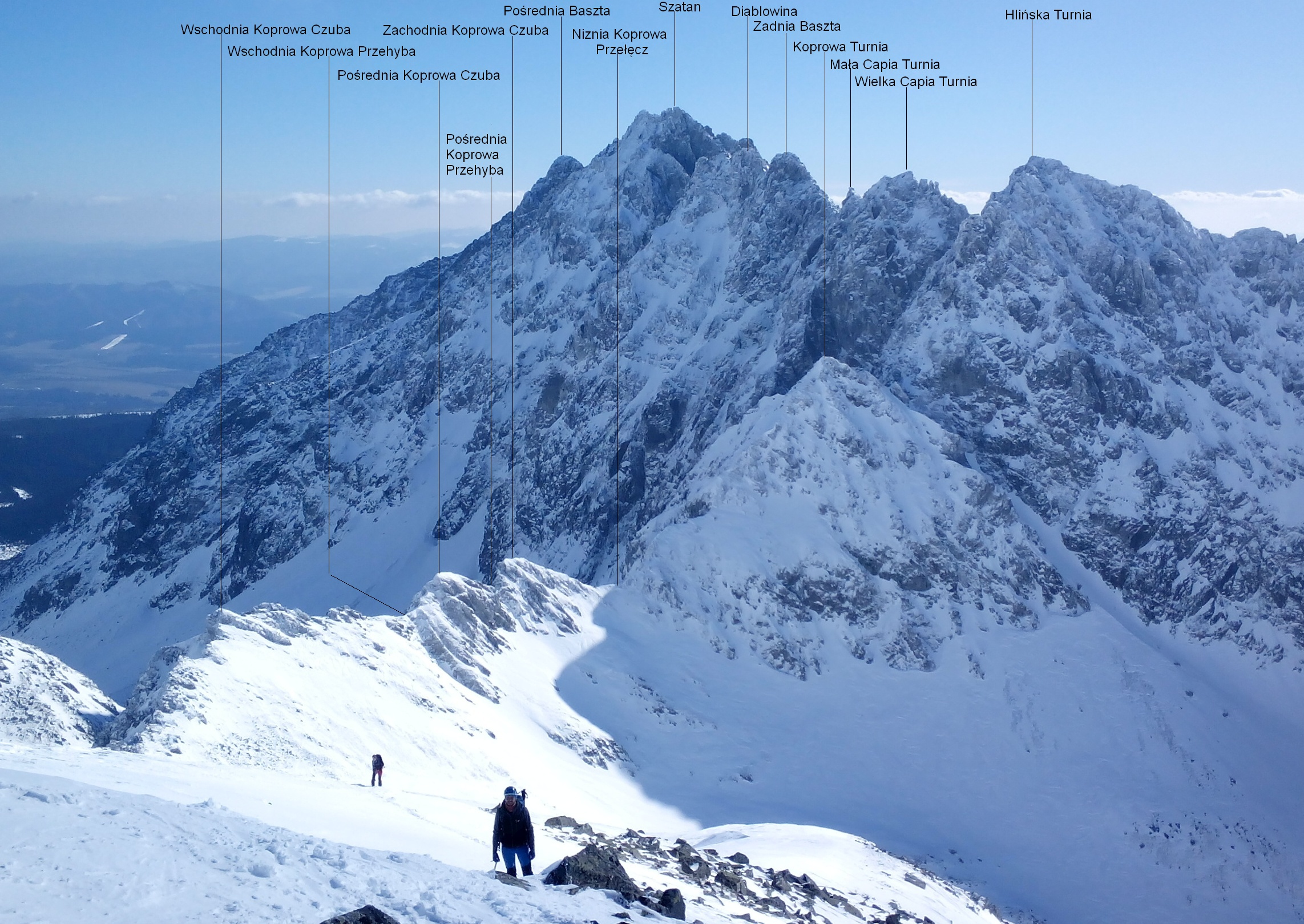
Widok z Koprowego Wierchu

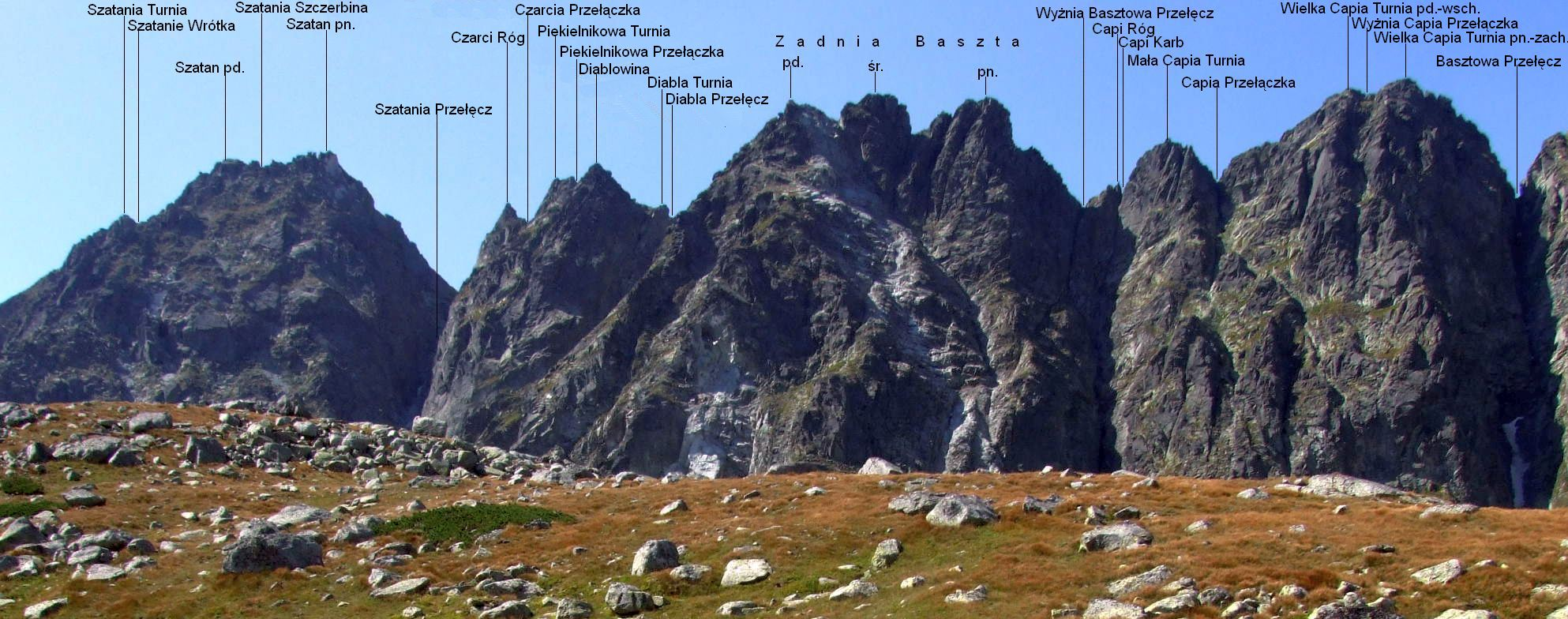
Widok z Doliny Hińczowej

Zadnia Baszta (niem. Hintere Bastei, słow. Zadná Bašta, węg. Hátsó-Bástya, 2364 m) – szczyt w Tatrach Wysokich, położony na terenie Słowacji w Grani Baszt (Hrebeň bášt) oddzielającej Dolinę Młynicką od Doliny Mięguszowieckiej. Jest jednym z najwybitniejszych szczytów w tej grani. Ma 3 wierzchołki: południowy – najwyższy (2364 m), środkowy (2360 m) oraz północny (2354 m), oddzielone wyraźnie wciętymi przełączkami (odpowiednio 2346 m i 2337 m). Międzywierzchołkowe siodełka posiadają słowackie nazwy: Predná baštová štrbina i Zadná baštová štrbina.
Zadnia Baszta znajduje się w środkowej części Grani Baszt pomiędzy Wyżnią Basztową Przełęczą (2293 m) i Diablą Przełęczą (2319 m). Ku wschodowi, do Dolinki Szataniej opada z niej prawie pionowa ściana o wysokości dochodzącej do 500 m. Ku zachodowi, do Diablej Zatoki w Dolinie Młynickiej opada ściana ponad dwukrotnie niższa i nie tak stroma. Od podstawy północnego wierzchołka Zadniej Baszty w Dolinie Młynickiej odgałęzia się niski, szeroki i piarżysty grzbiet zakończony wzniesieniem Diablej Kopy. Grzbiet ten oddziela Diablą Zatokę od dolnej części Doliny Młynickiej.
W nazewnictwie tatrzańskim basztami nazywa się turnie przypominające swoim kształtem basztę twierdzy lub zamku. Wcześniejsze pomiary określały wysokość Zadniej Baszty na około 2380 m lub 2379 m. W tym drugim przypadku podawana wysokość oraz lokalizacja koty sugerują, że najprawdopodobniej doszło do błędnego przypisania Zadniej Baszcie wysokości zmierzonej dla Diablowiny.

## Taternictwo
Przez Zadnią Basztę nie prowadzi żaden znakowany szlak turystyczny. Dla taterników jest ona najważniejszym obiektem wspinaczkowym w Grani Baszt.
Pierwsze odnotowane wejście
- latem – Zygmunt Klemensiewicz, Jerzy Maślanka 23 sierpnia 1905 r.
- zimą – Alfréd Grósz, Zoltán Neupauer 8 lutego 1914 r.[6]

Przejście granią
1. Północno-zachodnią granią z Wyżniej Basztowej Przełęczy; I w skali tatrzańskiej, czas przejścia 30 min
2. Południowo-wschodnią granią, z Diablej Przełęczy; 0+, 5 min[4].

Ściana wschodnia
We wschodniej ścianie Zadniej Baszty jest kilka filarów. Z głównego, południowego wierzchołka opadają trzy filary, około 100 m poniżej szczytu zanikające. W ścianie wierzchołka środkowego brak filarów, oddzielona jest ona od sąsiednich ścian depresjami opadającymi z międzywierzchołkowych przełączek. Około 50 m pod granią łączą się one tworząc ciąg kominów, rynien i zacięć. W ich dolnym przedłużeniu znajduje się Zacięcie Ždiarskyego mające wylot w najniższej części komina opadającego z Wyżniej Basztowej Przełęczy. Czwarty filar opada z wierzchołka północnego. Mniej więcej w 1/3 jego wysokości znajduje się Głowa. Jest to uskok z czarną, gładką i pionową płytą o 20-metrowej wysokości (omijają ją drogi wspinaczkowe).
1. Filarem północnego wierzchołka; V, A2, 15 godz.
2. Zacięciem i filarem na północny wierzchołek; V, 5 godz.
3. Północno-wschodnią ścianą na przełączkę między północnym i środkowym wierzchołkiem; V+, A0, 18 godz.
4. Droga Slámy; V, 6 godz.
5. Prawą częścią wschodniej ściany, drogą Grosza; IV, 4 godz.
6. Prawym kominem; V, A0, 11 godz.
7. Prawym filarem południowego wierzchołka; V+, A2
8. Środkową częścią bocznej ściany prawego filara południowego wierzchołka; V, 6 godz.
9. Lewą częścią bocznej ściany prawego filara południowego wierzchołka, drogą Ondráša
10. Lewą częścią bocznej ściany prawego filara południowego wierzchołka, drogą Mączki; VI, 6 godz.
11. Prawą depresją, drogą Andráši-Puškaš; VI, miejsca A1, 7 godz.
12. Prawą depresją, droga Berbeka-Gajewski-Machnik; V+, A2, efektywny czas 29 godz.
13. Droga Jona; V, A3, 15 godz.
14. Droga węgierska; V+, A1
15. Ivanov napad (direttissima); V, A2, 24 godz.
16. Od filara do filara; V, A2
17. Środkowym filarem; V, A0, 5 godz.
18. Trawers przez lewą depresję i lewy filar; III, miejsce IV, 30 min
19. Lewą depresją wschodniej ściany; IV, 3 godz.
20. Lewym filarem wschodniej ściany; III, miejsce V-, czas pierwszego przejścia 7 godz.
21. Lewą częścią wschodniej ściany; III, 2 godz., kruszyzna i urwiste trawy
22. Przez diabli Żleb; 0, miejsce II, 1 godz.[4]

Ściana zachodnia
Opada do Diablej Zatoki. Jej maksymalna wysokość to 240 m, szerokość jest nieco większa. Po prawej stronie (patrząc od dołu) ograniczona jest depresją z Wyżniej Basztowej Przełęczy. Lewe ograniczenie w górnej części tworzy depresja opadająca z Diablej Przełęczy Wyżniej, w dolnej depresja Diablej Przełęczy. Z międzywierzchołkowych przełączek opadają dwie depresje dzielące ścianę na trzy części. Najgłębiej wcięta jest depresja opadająca z przełączki między środkowym i południowym wierzchołkiem. Jest to głęboki żleb wypełniony żywym piargiem. Najbardziej stroma i najwyższa jest ściana wierzchołka południowego.
1. Ukosem przez ścianę głównego wierzchołka; I, 1 godz.
2. Zachodnim żebrem głównego wierzchołka; III, miejsce IV, 1 godz.
3. Zachodnim żlebem; I, 30 min
4. Zachodnim zboczem środkowego wierzchołka; I, 30 min
5. Zachodnią ścianą północnego wierzchołka; 0+, 45 min[4].